# 양산꼬리치레도롱뇽
양산꼬리치레도롱뇽(학명: Onychodactylus sillanus)은 도롱뇽의 일종이다. 한국의 고유종으로 양산시와 밀양시, 청도군, 울산광역시 일부,  부산광역시 등 경상도 지역에 분포한다.
종명인 sillanus는 서식지가 옛 신라의 영역이라는 데서 따왔다.